# Honoratiorenpartei
Als Honoratiorenpartei wird eine politische Partei bezeichnet, die im Wesentlichen durch die politische Betätigung von Honoratioren getragen wird.
Die Honoratiorenparteien werden weitgehend durch ehrenamtliche Arbeit getragen und kommen mithin ohne einen besonderen Verwaltungsapparat mit hauptamtlichen und vergüteten Funktionären aus. Sie haben auch nur wenige Mitglieder. Diese entstammen dem wohlhabenden Großbürgertum und Bildungsbürgertum und sind aufgrund ihrer wirtschaftlichen Unabhängigkeit in der Lage, sich unentgeltlich politisch zu engagieren. Die Fraktion ist das Zentrum der Partei, eine enge Verbindung der Parteielite zur Basis gibt es nicht.
Die Parteienforschung verwendet den Begriff insbesondere für die geschichtliche Anfangszeit der konservativen und vor allem der liberalen Parteien.

## Entwicklung
Mit wachsender Größe und Bedeutung von Wahlen bildeten sich während des 19. Jahrhunderts im Deutschen Reich Wahlkomitees, die angesehene Bürger „von Besitz und Bildung“ vereinigten. Für den Zusammenhalt der Gruppen sorgten diejenigen, die es bereits ins Parlament geschafft hatten; hauptberufliche Politiker gab es nur in Gestalt von Journalisten. Ein aktives Leben herrschte nur in der Wahlzeit; in seinem Mittelpunkt stand das Aufstellen und Durchbringen von Kandidaten für die Volksvertretung. Örtliche politische Klubs unterstützten die Werbung einzelner parlamentarischer Gruppen. Insbesondere die bislang nicht Vertretenen mussten Komitees gründen, um die neuen Eliten bekannt zu machen, die fähig waren, bei den Wählern mit dem Ansehen der alten in Wettbewerb zu treten.
Typische Beispiele sind die 1861 gegründete Deutsche Fortschrittspartei und die 1866 gegründete Freikonservative Partei.